# 柳廷顯
柳廷顯（：／，1355年—1426年），字汝明，號月亭，本貫文化柳氏，高麗末期至朝鮮王朝初期文臣。
高麗王朝末期蔭補司憲糾正，後歷任全羅道按廉使、掌令、知楊根郡事、執義、左代言等職。朝鮮王朝建立後，於1394年（太祖3年）任尚州牧使，以後任兵曹典書、完山府尹。1404年（太宗4年）任全羅道觀察使、中軍同知摠制，1409年判漢陽府事，1410年升遷為刑曹判書，後歷任禮曹判書、西北面都巡問察理使、平壤府尹、大司憲、吏曹判書、參贊議政府事、兵曹判書、贊成事等職。
1416年任左議政，後升遷為領議政。他在領議政任內六年輔佐太宗和世宗，為朝鮮的文化隆盛打下基礎。1419年兼任三軍都統使，作為對馬島遠征軍的總指揮，派李從茂進行己亥東征（日本稱應永外寇）。死後諡號貞肅。